# Photon
Photonen (von altgriechisch φῶς phōs „Licht“; Einzahl „das Photon“), auch Fotonen, auch Lichtquanten oder Lichtteilchen, sind anschaulich gesagt die Energie-„Pakete“, aus denen elektromagnetische Strahlung besteht.
Physikalisch wird das Photon als Austauschteilchen betrachtet. Nach der Quantenelektrodynamik gehört es als Vermittler der elektromagnetischen Wechselwirkung zu den Eichbosonen und ist somit ein Elementarteilchen. Das Photon hat keine Masse, aber eine Energie und einen Impuls – die beide proportional zu seiner Frequenz sind – sowie einen Drehimpuls. Ist sein Aufenthalt auf ein System mit endlichem Volumen beschränkt, liefert es proportional zu seiner Energie einen Beitrag zur Masse des Systems.

## Forschungsgeschichte
Seit der Antike gab es verschiedene, einander teilweise widersprechende Vorstellungen von der Natur des Lichts. Bis Anfang des 19. Jahrhunderts konkurrierten Wellen- und Teilchentheorien miteinander (siehe Abschnitt Geschichte im Artikel Licht). Dann schien die Wellennatur des Lichts durch viele Phänomene (z. B. Interferenz- und Polarisationserscheinungen) bewiesen und wurde durch die 1867 aufgestellten Maxwellschen Gleichungen als elektromagnetische Welle verstanden. Daneben gab es auch Indizien für einen Teilchencharakter. Ein historisch wichtiges Experiment hierzu war im Jahre 1887 die Beobachtung des Photoelektrischen Effekts durch Heinrich Hertz und Wilhelm Hallwachs.
Die Entdeckung der Quantisierung der elektromagnetischen Strahlung ging im Jahr 1900 vom planckschen Strahlungsgesetz aus, das die Wärmestrahlung eines schwarzen Körpers beschreibt. Um dieses Gesetz theoretisch erklären zu können, musste Max Planck annehmen, dass die Oberfläche des schwarzen Körpers zu jeder Frequenz nur diskrete, zur Frequenz proportionale Energiemengen mit dem elektromagnetischen Feld austauschen kann. Planck selbst stellte sich allerdings nur den Energieaustausch quantisiert vor, noch nicht die elektromagnetische Strahlung an sich.
Albert Einstein stellte dann 1905 in seiner Publikation zum photoelektrischen Effekt die Lichtquantenhypothese auf. Ihr zufolge ist Licht ein Strom von „in Raumpunkten lokalisierten Energiequanten, welche sich bewegen, ohne sich zu teilen, und nur als Ganze absorbiert und erzeugt werden können“. Aufgrund verbreiteter Zweifel an diesen Ansichten wurden diese Arbeiten erst 1919 (Planck) und 1922 (Einstein) mit dem Nobelpreis ausgezeichnet.
Vielfach wurde der Teilchencharakter der elektromagnetischen Strahlung aber weiterhin bezweifelt, bis Arthur Compton und Walter Bothe in den Jahren 1923–1925 nachweisen konnten, dass Röntgenstrahlung auf einzelne Elektronen genau so wirkt wie der Beschuss mit einzelnen Teilchen, deren Energien und Impulse Werte wie Lichtquanten entsprechend der Wellenlänge der benutzten Röntgenstrahlen haben. Für die Entdeckung und Interpretation des nach ihm benannten Compton-Effekts erhielt Compton 1927 (als einer von zwei Ausgezeichneten) den Nobelpreis für Physik.
Die formale Quantentheorie des Lichtes wurde seit 1925 beginnend mit Arbeiten von Max Born, Pascual Jordan und Werner Heisenberg entwickelt. Die heute gültige Theorie der elektromagnetischen Strahlung ist die Quantenelektrodynamik (QED); sie beschreibt auch die Lichtquanten. Sie geht in ihren Anfängen auf eine Arbeit von Paul Dirac im Jahre 1927 zurück, in der die Wechselwirkung von quantisierter elektromagnetischer Strahlung mit einem Atom analysiert wird. Die QED wurde in den 1940er Jahren entwickelt und 1965 mit der Verleihung des Nobelpreises für Physik an Richard Feynman, Julian Schwinger und Shin’ichirō Tomonaga gewürdigt. In der QED ist das elektromagnetische Feld selbst quantisiert und das Photon seine elementare Anregung.
Albert Einstein schrieb 1951 in einem Brief an seinen Freund Michele Besso:

„Die ganzen 50 Jahre bewusster Grübelei haben mich der Antwort der Frage ‚Was sind Lichtquanten‘ nicht näher gebracht. Heute glaubt zwar jeder Lump, er wisse es, aber er täuscht sich …“

## Bezeichnung
Das Wort Photon leitet sich vom griechischen Wort für Licht, φῶς (phôs), ab. Der Name war durch verschiedene Autoren schon seit 1916 für eine kleine Energiemenge, die einen photochemischen oder photoelektrischen Effekt auslösen kann, eingeführt worden, wurde aber kaum beachtet. Max Planck z. B. sprach in seiner Nobelpreisrede 1920 noch von „Lichtquanten“.
Endgültig wurde der Name durch Arthur Compton bekannt gemacht, der sich dabei auf eine Veröffentlichung des Chemikers Gilbert Newton Lewis im Jahre 1926 berief. Lewis verwandte den Begriff im Rahmen eines von ihm vorgeschlagenen Modells der Wechselwirkung von Atomen mit Licht. Dieses Modell sah unter anderem fälschlich eine Erhaltung der Photonenzahl vor und wurde allgemein nicht anerkannt.
Für das Photon wird im Allgemeinen das Symbol {\displaystyle \ \gamma } (gamma) verwendet. In der Hochenergiephysik ist dieses Symbol allerdings reserviert für die hochenergetischen Photonen der Gammastrahlung (Gamma-Quanten), und die in diesem Zweig der Physik ebenfalls relevanten Röntgenphotonen erhalten häufig das Symbol X (von X-Strahlen und Englisch: X-ray).

## Energiegehalt
Jedes Photon transportiert eine Energie {\displaystyle E}:
{\displaystyle E_{\text{photon}}=h\cdot \nu ={\frac {h\cdot c}{\lambda }}\,,}
wobei {\displaystyle \nu } und {\displaystyle \lambda } Frequenz und Wellenlänge des Lichts sind. Die Konstanten {\displaystyle c} und {\displaystyle h} sind die Lichtgeschwindigkeit und die Planck-Konstante.
Gibt man, wie in der Atom- und Teilchenphysik üblich, die Energie des Photons in Elektronenvolt (eV) an, so ergibt sich:
| {\displaystyle E} | {\displaystyle =} | {\displaystyle h\,\nu }           | {\displaystyle =} | {\displaystyle 4{,}136\cdot \,10^{-15}\,\mathrm {eV} \cdot (\nu /\mathrm {Hz} )}  |  | 1 eV ≙ {\displaystyle \nu } = 241,8 THz    |
|                   | {\displaystyle =} | {\displaystyle h\,c\,/\,\lambda } | {\displaystyle =} | {\displaystyle 1{,}240\cdot \,10^{-6}\,\mathrm {eV} \,/\,(\lambda /\mathrm {m} )} |  | 1 eV ≙ {\displaystyle \lambda } = 1,240 μm |
Beispiel: Rotes Licht mit 620 nm Wellenlänge hat eine Photonenenergie von ca. 2 eV.
Das Photon mit der bislang höchsten Energie, mehr als 100 TeV, wurde 2019 von chinesischen Wissenschaftlern aus einem Detektorfeld in Tibet vermeldet. Es stammte wahrscheinlich aus dem Krebsnebel.

## Weitere Eigenschaften
Jegliche elektromagnetische Strahlung, von Radiowellen bis zur Gammastrahlung, ist in Photonen gequantelt. Das bedeutet, die kleinstmögliche Energiemenge an elektromagnetischer Strahlung bestimmter Frequenz ist ein Photon. Photonen haben eine unendliche natürliche Lebensdauer, das heißt, sie unterliegen keinem spontanen Zerfall. Sie können aber bei einer Vielzahl physikalischer Prozesse erzeugt oder vernichtet werden. Ein Photon besitzt keine Masse. Daraus folgt, dass es sich im Vakuum immer mit Lichtgeschwindigkeit {\displaystyle c} bewegt, sofern es in einem Zustand mit wohldefiniertem Impuls ist, also durch eine einzige ebene Welle darzustellen ist. Sonst bewegt es sich mit der Gruppengeschwindigkeit der beteiligten ebenen Wellen. Ein Photon im Überlagerungszustand von Impulsen mehrerer Richtungen bewegt sich auch im Vakuum langsamer als die Lichtgeschwindigkeit (siehe Bessel-Strahl). In optischen Medien mit einem Brechungsindex {\displaystyle n>1} ist die Gruppengeschwindigkeit aufgrund der Wechselwirkung der Photonen mit der Materie um den Faktor {\displaystyle n} verringert.

### Erzeugung und Detektion
Photonen können auf vielerlei Arten erzeugt werden, insbesondere durch Übergänge („Quantensprünge“) von Elektronen zwischen verschiedenen Zuständen (z. B. verschiedenen Atom- oder Molekülorbitalen oder Energiebändern in einem Festkörper). Photonen können auch bei nuklearen Übergängen, Teilchen-Antiteilchen-Vernichtungsreaktionen (Annihilation) oder durch beliebige Fluktuationen in einem elektromagnetischen Feld erzeugt werden.
Zum Nachweis von Photonen können unter anderem Photomultiplier, Photoleiter oder Photodioden verwendet werden. CCDs, Vidicons, PSDs, Quadrantendioden oder Foto-Platten und Filme werden zur ortsauflösenden Detektion von Photonen benutzt. Im IR-Bereich werden auch Bolometer eingesetzt. Photonen im Gammastrahlen-Bereich können durch Geigerzähler einzeln nachgewiesen werden. Photomultiplier und Avalanche-Photodioden können auch zur Einzelphotonendetektion im optischen Bereich verwendet werden, wobei Photomultiplier im Allgemeinen die niedrigere Dunkelzählrate besitzen, Avalanche-Photodioden aber noch bei niedrigeren Photonenenergien bis in den IR-Bereich einsetzbar sind.

### Masse und Gravitation
Das Photon ist ein Elementarteilchen mit der Masse {\displaystyle m=0}. Neben experimentellen Messungen, die diese Tatsache sehr gut belegen, ist dies auch theoretisch gut begründet.

#### Theoretische Formulierung
Relativistische Kinematik
Das Photon ist das Quant des elektromagnetischen Feldes und verhält sich deshalb nach den Bewegungsgleichungen dieses Feldes, also den Maxwell-Gleichungen der klassischen Physik. Da die elektromagnetische Energieflussdichte bis auf den Faktor {\displaystyle c} (Lichtgeschwindigkeit) mit der Impulsflussdichte übereinstimmt (siehe Poynting-Vektor), gilt für jede elektromagnetisch transportierte Energie {\displaystyle E} und ihren Impuls {\displaystyle p} die Gleichung
{\displaystyle E=pc}
Zudem gilt nach der speziellen Relativitätstheorie allgemein für jede Art von Teilchen und Systemen die Energie-Impuls-Relation
{\displaystyle E^{2}=p^{2}c^{2}+m^{2}c^{4}}
Daraus folgt {\displaystyle m=0}.
Quantenfeldtheoretische Beschreibung
Allgemein erhält man in einer Feldtheorie die Feldgleichungen für die Feldgrößen {\displaystyle A} aus einem theoretischen Ansatz für die Lagrange-Dichte {\displaystyle {\mathcal {L}}}. In 4-dimensionaler Schreibweise lauten die Maxwell-Gleichungen im Vakuum für den aus dem elektrischen Potential {\displaystyle \phi } und dem magnetischen Vektorpotential {\displaystyle {\vec {A}}} gebildeten elektromagnetischen Feldstärketensor {\displaystyle F^{\mu \nu }=\partial _{\mu }A_{\nu }-\partial _{\nu }A_{\mu }}
{\displaystyle \partial _{\mu }F^{\mu \nu }=0},
wobei {\displaystyle A^{\mu }=\left(\phi /c,{\vec {A}}\right)} ist. Sie ergeben sich aus dem Ansatz
{\displaystyle {\mathcal {L}}=-{\frac {1}{4}}F^{\mu \nu }F_{\mu \nu }}.
Dagegen würde ein Feld mit Teilchen der Masse {\displaystyle m} einen zusätzlichen Term {\displaystyle A_{\mu }m^{2}A^{\mu }} erfordern.
Wenn man einen solchen Term einfügen würde, verletzte man zwangsläufig die unverzichtbare Invarianz der Lagrange-Dichte unter den klassischen Eichtransformationen des elektromagnetischen Feldes. Anders als die meisten Elementarteilchen erhält das Photon auch keine Masse durch den Higgs-Mechanismus infolge einer spontanen Symmetriebrechung. Denn das Photon ist im Standardmodell das Eichboson derjenigen Symmetrie, die nach der Symmetriebrechung übrig bleibt; entsprechend trägt das Higgs-Boson auch keine elektrische Ladung und wechselwirkt nicht mit dem Photon. 
Beschreibung mithilfe einer „relativistischen Masse“
Bisweilen wird argumentiert, man könne aufgrund der Äquivalenz von Masse und Energie dem Photon eine Masse {\displaystyle m^{*}=E/c^{2}}  zuschreiben. Dies entspräche dem allgemeinen Konzept einer „relativistischen Masse“  {\displaystyle m^{*}} bewegter Körper im Unterschied zu ihrer „Ruhemasse“ {\displaystyle m_{0}}. Dieses Konzept gilt mittlerweile als überholt, weil man es vorzieht, den Begriff „Masse“ für eine intrinsische Eigenschaft des Teilchens zu reservieren, die unabhängig von der Bewegung des Beobachter ist. Bei Anwendung des Begriffs auf das Photon wären zwei Unterschiede zu beachten: {\displaystyle m^{*}} hängt dann nicht von der Geschwindigkeit ab, weil diese für jeden Beobachter gleich {\displaystyle c} ist, wohl aber von dessen Bewegungszustand (Doppler-Effekt),  und {\displaystyle m^{*}} ist dann nicht zur „Ruhemasse“ {\displaystyle m_{0}} proportional, weil diese Null ist.
Photonen und Gravitation
Photonen haben zwar keine Masse, übertragen aber Energie. Daher nimmt die Masse eines Systems um {\displaystyle \Delta m=E/c^{2}} ab bzw. zu, wenn es ein Photon der Energie {\displaystyle E} emittiert oder absorbiert. Trägheit und Gravitationswirkung des Systems ändern sich entsprechend. Das gilt auch, wenn das System ein Hohlraum ist, in dem ein Photon in Gestalt einer stehenden Welle (mit dem Erwartungswert des Impulses {\displaystyle \langle p\rangle =0}) enthalten sein kann.
Photonen gehören also selbst zu den Quellen der Gravitation, indem sie mit ihrer Energiedichte die Krümmung der Raumzeit beeinflussen (siehe Energie-Impuls-Tensor in der allgemeinen Relativitätstheorie).
Photonen werden auch durch Gravitation beeinflusst. So ändert sich die Energie {\displaystyle E=h\nu } eines Photons, wenn es sich in einem Gravitationsfeld aufwärts oder abwärts bewegt, genau so wie die kinetische Energie eines auf der gleichen Strecke frei fliegenden Körpers mit der Masse  {\displaystyle m=E/c^{2}}. 
Die nähere physikalische Beschreibung ist allerdings sehr verschieden: Bei der Aufwärtsbewegung massiver Körper wird kinetische Energie durch Arbeitsleistung in potentielle Energie umgewandelt, und falls sie in einem hinreichend starken Gravitationsfeld ganz verbraucht wird, wird die Geschwindigkeit Null und wechselt dann ihr Vorzeichen (der Körper fällt zurück). Beim Photon verringert sich hingegen durch die gravitative Rotverschiebung die Frequenz {\displaystyle \nu }, während die Geschwindigkeit konstant bleibt.
Auch die Ablenkung des Lichts in einem Schwerefeld lässt sich nicht durch eine Anziehungskraft wie die Newton’sche Massenanziehung erklären, denn Teilchen, die mit Lichtgeschwindigkeit fliegen, würden nach der Newtonschen Mechanik nur halb so stark abgelenkt wie das Licht (siehe auch Tests der allgemeinen Relativitätstheorie).

#### Experimentelle Befunde
Wenn die Masse des Photons verschieden von Null wäre, dann würde sie sich durch verschiedene Folgen bemerkbar machen. Keine von ihnen ist bisher beobachtet worden. Die Genauigkeit der Experimente erlaubt die Aussage, dass eine eventuelle Photonenmasse in jedem Fall unter {\displaystyle 10^{-18}\,\mathrm {eV} \!/\!c^{2}} liegen muss, das ist der {\displaystyle 10^{27}}ste Teil der Masse des Wasserstoffatoms.
Falls Photonen Masse hätten,
- dann würde sich für das elektrostatische Feld einer Punktladung statt des Coulomb-Potentials ein Yukawa-Potential ergeben, also ein zusätzlicher exponentieller Abschwächungsfaktor. Dass dies in Laborexperimenten nicht beobachtet wurde, lässt darauf schließen, dass eine eventuelle Masse des Photons nicht größer als {\displaystyle 1{,}5\cdot 10^{-9}\,\mathrm {eV\!/c^{2}} } sein kann.[9][10]
- dann hätte das Feld eines magnetischen Dipols eine Komponente antiparallel zum Dipol, die in erster Näherung räumlich konstant und proportional zur angenommenen Masse des Photons ist. Durch Vermessung des Erdmagnetfelds kann die Existenz eines solchen Beitrags soweit ausgeschlossen werden, dass die eventuelle Masse des Photons nicht oberhalb {\displaystyle 2{,}3\cdot 10^{-15}\,\mathrm {eV\!/c^{2}} } liegen kann.[11]
- dann würden sich für das Magnetfeld eines rotierenden Dipols Änderungen ergeben, die sich im Fall der Sonne am Sonnenwind bis zum Abstand des Pluto auswirken würden.[9] Solche Abweichungen konnten bislang nicht nachgewiesen werden, woraus sich die momentan (Stand: 2023) niedrigste modellunabhängige experimentelle Obergrenze von {\displaystyle 10^{-18}\,\mathrm {eV} \!/\!c^{2}} für eine eventuelle Photonenmasse ergibt.[10]
- dann wäre die Konstante c, die in der Relativitätstheorie Raum und Zeit in Beziehung zueinander setzt (üblicherweise „Lichtgeschwindigkeit“ genannt), nicht identisch mit der Geschwindigkeit des Lichts im Vakuum. Diese Geschwindigkeit wäre dann von der Frequenz abhängig (Dispersion). Die Beziehung {\displaystyle E=h\cdot \nu } würde nicht mehr exakt gelten.

### Spin
Zirkular polarisierte elektromagnetische Wellen mit Energie {\displaystyle E} und Kreisfrequenz {\displaystyle \omega } haben nach den Maxwell-Gleichungen einen Drehimpuls der Größe {\displaystyle E/\omega }, pro Photon mit {\displaystyle E=\hbar \omega } genau den Drehimpuls {\displaystyle \hbar }.
Photonen sind demnach Spin-1-Teilchen und somit Bosonen. Es können also beliebig viele Photonen denselben quantenmechanischen Zustand besetzen, was zum Beispiel in einem Laser realisiert wird.
Während etwa der Elektronenspin parallel oder antiparallel zu einer beliebig vorgegebenen Richtung ist, kann der Photonenspin wegen fehlender Masse nur parallel oder antiparallel zur Flugrichtung, also zu seinem Impuls, orientiert sein. Die Helizität der Photonen einer zirkular polarisierten Welle ist daher eine charakteristische Größe. Wird durch einen Spiegel die Ausbreitungsrichtung umgekehrt, oder wird die Rotationsrichtung umgekehrt, zum Beispiel durch eine λ/2-Platte, so wechselt die Helizität das Vorzeichen.
Linear polarisierte elektromagnetische Wellen bestehen aus der Überlagerung von rechts und links polarisierten Photonen. Auch ein einzelnes Photon kann linear polarisiert werden, indem zwei entgegengesetzt zirkular polarisierte Zustände überlagert werden. Der Erwartungswert des Drehimpulses längs der Flugrichtung ist dann Null, jedoch ist in einem linear polarisierten Photon mit je 50 % Wahrscheinlichkeit ein links oder ein rechts zirkular polarisiertes Photon zu finden.

### Ladung
Das Photon ist elektrisch neutral. Experimentelle Befunde setzen eine obere Schranke von {\displaystyle 10^{-35}} Elementarladungen.

### Photonen im Vakuum
Photonen in einem Zustand mit wohldefiniertem Impuls bewegen sich mit Lichtgeschwindigkeit {\displaystyle c=299\,792\,458\;\mathrm {m/s} }. Die Dispersionsrelation, d. h. die Abhängigkeit der Kreisfrequenz {\displaystyle \omega } eines Photons von seiner Kreiswellenzahl {\displaystyle k}, ist im Vakuum linear, denn es gelten die quantenmechanischen Zusammenhänge
{\displaystyle E=h\nu =\hbar \omega }
und
{\displaystyle p=\hbar k}
sowie die Energie-Impuls-Relation
{\displaystyle E=pc}.
Befinden sich Photonen in einem Hohlraum, können sie keinen Impulseigenzustand annehmen, aber z. B. stehende Wellen mit Erwartungswert Null des Impulses bilden. In solchem Fall trägt jedes Photon gemäß {\displaystyle E=h\nu =\hbar \omega } zur Gesamtenergie und mit {\displaystyle E/c^{2}} zur Masse des Systems bei.

### Photonen in optischen Medien
In einem optischen Medium wechselwirken Photonen mit dem Material. Durch Absorption kann ein Photon vernichtet werden. Dabei geht seine Energie in andere Energieformen über, beispielsweise in elementare Anregungen (Quasiteilchen) des Mediums wie Phononen oder Exzitonen. Es ist auch möglich, dass das Photon sich durch ein Medium ausbreitet. Dabei wird es durch eine Abfolge von Streuprozessen behindert, in denen Teilchen des Mediums virtuell angeregt werden. Photon und Reaktion des Mediums zusammen können durch ein Quasiteilchen, das Polariton, beschrieben werden. Diese elementaren Anregungen in Materie haben üblicherweise keine lineare Dispersionsrelation. Ihre Ausbreitungsgeschwindigkeit ist niedriger als die Lichtgeschwindigkeit im Vakuum.
In Experimenten der Quantenoptik konnte die Geschwindigkeit der Ausbreitung von Licht in einem verdünnten Gas von geeignet präparierten Atomen auf wenige Meter pro Sekunde gesenkt werden.

## Wechselwirkung von Photonen mit Materie

Massenschwächungskoeffizient von Eisen für hochenergetische Photonen (schwarze Kurve) mit Beiträgen verschiedener Effekte. Bei Röntgenstrahlung dominiert der Photoeffekt (rot), Rayleigh-Streuung (blau) spielt fast keine Rolle. Im Bereich nuklearer Gammastrahlung dominiert Compton-Streuung (grün), und bei höheren Energien wird Paarbildung (türkis) immer relevanter. Deutlich sichtbar ist die Absorptionskante bei der Bindungsenergie der K-Elektronen (7,11 keV).

Photonen, die auf Materie treffen, können je nach Energiebereich unterschiedliche Prozesse auslösen:
- kohärente Streuung an kleinen Teilchen wie Molekülen oder Staub (Rayleigh-Streuung) – dominant bei kleinen Energien (0 bis einige eV)
- Streuung an Elektronen, bei geringen Energien als Thomson-Streuung ohne Energieübertrag beschreibbar, bei hohen Energien  als Compton-Streuung – dominant im Bereich von ca. 100 keV bis einigen MeV (harte Röntgenstrahlung, nukleare Gammastrahlung)
- Anregung höherenergetischer Zustände in Atomen, photochemische Prozesse – bei wenigen eV
- Freisetzung von Elektronen (Photoeffekt) – bei wenigen eV (sichtbares Licht, UV) bis vielen keV (Röntgenstrahlung), dominant im Energiebereich weicher Röntgenstrahlung
- Freisetzung von Nukleonen (Kernphotoeffekt) und Kernspaltung (Photospaltung) – bei sehr hohen Energien (viele MeV); Aufspaltung von Deuterium schon ab 2,18 MeV möglich
- Bildung von Elektron-Positron-Paaren – dominant ab einigen MeV